# Беер, Ангелика
Ангелика Беер (нем. Angelika Beer; род. 24 мая 1957, Киль) — немецкий политик.

## Биография
Ангелика Беер с 2004 по 2009 являлась депутатом Европейского парламента от «зелёной» партии «Союз 90/Зелёные», которая является частью Европейской партии зелёных. Являлась главой делегации по связям с Ираном и членом делегации по связям с Афганистаном, а также Делегации по связям с Парламентской Ассамблеей НАТО, Комитета по иностранным делам Европейского союза и Подкомитета по безопасности и обороне Европейского союза.
В январе 2009 Беер не была переизбрана в список от партии «Союз 90/Зелёные» для получения места в Европейском парламенте. В конце марта 2009 она покинула эту партию. Уход она объяснила стремлением «зелёной» партии к власти и потерей партией пацифистской ориентации.
В ноябре 2009 Беер стала членом Партии пиратов Германии. В мае 2012 она была выбрана одним из 6 членов партии в качестве кандидата в парламент земли Шлезвиг-Гольштейн.